# Beli (Kotchani)
Pour les articles homonymes, voir Beli.
Beli (en macédonien Бели) est un village de l'est de la Macédoine du Nord, situé dans la municipalité de Kotchani. Le village comptait 466 habitants en 2002.

## Démographie
Lors du recensement de 2002, le village comptait :
- Macédoniens : 466